# Colossal Order
Colossal Order — финская компания по разработке видеоигр. Специализируется на градостроительных симуляторах с элементами экономики и разработала такие игры как Cities in Motion, Cities in Motion 2 и Cities: Skylines. Компания была создана в Тампере, Финляндия в 2009 году. Её издателем является Paradox Interactive — они тестируют, рекламируют, продают и распространяют все игры от Colossal Order. Генеральным директором компании с её создания является Mariina Hallikainen.

## История
Colossal Order была основана летом 2009 года группой разработчиков мобильных игр компании Universomo. Mariina Hallikainen не являлась сотрудницей Universomo и была приглашена в качестве генерального директора новой компании извне.
На заре развития у Colossal Order возникли трудности с получением финансирования для своей первой игры, экономического симулятора Cities in Motion, который уже был в разработке, когда компанию основали. Крупные инвесторы считали, что Cities in Motion не привлечёт достаточное количество игроков. По этой причине, первые инвестиции компания получила от центра экономического развития, транспорта и окружающей среды, агентства Tekes и DigiDemo, а также небольших частных инвесторов.
На начальном этапе компания проходила тренинги по программе Yritystalli технического университета Тампере, но также обращалась к опытным финским разработчикам игр, в частности, к Remedy Entertainment и Frozenbyte. После своего основания Colossal Order сравнила десятки издателей и в итоге подписала издательское соглашение с Paradox Interactive после длительных переговоров, которые проводились более года.
В октябре 2015 года, компания Colossal Order была удостоена премии «Финский разработчик игр года» (фин. Vuoden suomalainen pelinkehittäjä) на выставке DigiExpo. Судьи похвалили Colossal Order за создание собственной бизнес модели.

## Игры
Взаимоотношения между Colossal Order и его издателем Paradox Interactive можно описать как созидательные. Colossal Order могли, не имея жёсткого расписания от издателя, свободно разрабатывать игры.
Несмотря на то, что создателями компании были разработчики мобильных игр, Colossal Order не занимается разработкой игр для мобильных устройств, вместо этого, компания фокусируется на играх для PC. Игры от Colossal Order известны своей обширной библиотекой модификаций от сторонних разработчиков. При этом, сотрудники компании также занимаются разработкой модификаций.
Наиболее популярной игрой компании является градостроительный симулятор Cities: Skylines, вышедший в марте 2015 года. Он конкурирует с сериями SimCity и Cities XL.
Игра Cities: Skylines получила своё первое дополнение Cities: Skylines — After Dark в сентябре 2015 года. Начиная с первого, дополнения выходят приблизительно раз в год.

### Список игр
- Cities in Motion (2011)[2][5][17]
- Cities in Motion 2 (2013)[3][18]
- Cities: Skylines (2015)[4][19]
- Cities: Skylines II (2023)[20][21]